# Зимняя Универсиада 1983
Зимняя Универсиада 1983 — XI зимняя Универсиада, прошла в болгарской столице Софии в 1983 году.
Принимали участие 535 спортсменов — 426 мужчин и 109 женщин, представляющие 31 страну. Проведены соревнования в семи видах спорта.

## Спортивные объекты Универсиады
В Софии, к открытию Универсиады был открыт Зимний дворец спорта, где прошли соревнования по хоккею с шайбой и фигурному катанию.

## Виды спорта
- Биатлон
- Горнолыжный спорт
- Лыжное двоеборье (северная комбинация)
- Лыжные гонки
- Прыжки с трамплина
- Фигурное катание
- Хоккей

## Медали
| Место | Страна       | Золото | Серебро | Бронза | Всего |
| 1     | СССР         | 10     | 9       | 5      | 24    |
| 2     | Чехословакия | 5      | 4       | 2      | 11    |
| 3     | Италия       | 3      | 2       | 1      | 6     |
| 4     | Болгария     | 1      | 3       | 3      | 7     |
| 5     | Франция      | 1      | 1       | 1      | 3     |
| 6     | Швейцария    | 1      | 0       | 0      | 5     |
| 7     | Япония       | 1      | 0       | 0      | 1     |
| 8     | Испания      | 1      | 0       | 0      | 1     |
| 9     | Румыния      | 0      | 1       | 1      | 2     |
| 10    | Югославия    | 0      | 1       | 0      | 1     |
| 11    | Польша       | 0      | 0       | 3      | 3     |
| 12    | Финляндия    | 0      | 0       | 2      | 2     |
| 13    | США          | 0      | 0       | 2      | 2     |
| 14    | Китай        | 0      | 0       | 1      | 1     |

## Хоккей
Победителями турнира по хоккею на Универсиаде 1983 стала сборная Чехословакии. Она выступала в составе: вратари Я. Храта, Яромир Шиндел; защитники М. Бенишек, З. Венера, И. Есенский, П. Скалицкий, Я. Левинский, Л. Колда, П. Сетиковский; нападающие Владимир Цалдр, Я. Покович, Норберт Крал, А. Мицка, С. Герман, М. Венкрбец, З. Зима, Й. Лукач, К. Пржецехтель, Й. Паржизек; тренер Ян Старши. Второе место заняла сборная СССР, третье — сборная Румынии.
 СССР: Александр Лысенков («Кристалл» С), Сергей Барзанов («Торпедо» Тл) — Алексей Пучков (СК им. Урицкого), Александр Иванов, Александр Воронкин, Владимир Куплинов, Валерий Крылов, Сергей Жебровский, Николай Шамарин, Олег Кузнецов, Пётр Малков, Виктор Жуков, Сергей Кучин, Сергей Агейкин (все — «Кристалл»), Андрей Квартальнов («Химик»), Р. Шавалеев (СК им. Урицкого), Александр Приходько («Сибирь»), Игорь Дорохин, Владимир Ефремов («Торпедо» У-К). Главный тренер Анатолий Егоров, тренер Николай Стаканов.

## Биатлон
Соревнования по биатлону проведены впервые в истории зимних Универсиад. Разыграны три комплекта наград, все среди мужчин. Во всех трёх дисциплинах победы одержали представители СССР.